# Léonce Rosenberg
Pour les articles homonymes, voir Rosenberg.
Léonce Rosenberg, né à Paris le 12 septembre 1879 et mort le 31 juillet 1947 à Neuilly-sur-Seine, est un marchand et éditeur d'art français. 

## Biographie
Fils d'Alexandre Rosenberg et frère de Paul Rosenberg, galeristes de renom avenue de l'Opéra, à Paris, Léonce Rosenberg fut un des premiers défenseurs de l'art abstrait et du cubisme, qu'il découvre chez les marchands de tableaux Ambroise Vollard et Wilhem Uhde en 1911, avant de pousser la porte de la galerie de Daniel-Henry Kahnweiler en 1912. 
Il commence alors à collectionner les œuvres de Georges Braque, Pablo Picasso, Juan Gris, Auguste Herbin, Fernand Léger, Gino Severini, Joseph Csaky, Gustave Miklos, Henri Laurens, Georges Valmier, Henri Hayden, Jean Metzinger, entre autres. Durant la Première Guerre mondiale, il offre un soutien moral et financier à ces artistes.
Après la Grande Guerre, il est ruiné mais expose les œuvres qu'il possède dans sa galerie de L'Effort moderne, dans son hôtel particulier du 19, rue de la Baume à Paris, et s'ouvre à toutes les formes du cubisme ; il montre Piet Mondrian, Amédée Ozenfant, Francis Picabia ; il organise aussi, dans sa galerie, des matinées littéraires et musicales. 
Lors de la vente des stocks de Daniel-Henry Kahnweiler, mis sous séquestre pendant la Première Guerre mondiale, puis vendus aux enchères (de 1921 à 1923) par la France au titre des « prises de guerre » — Kahnweiler étant de nationalité allemande —, Rosenberg s'était fait nommer expert, au grand dam de celui-ci.
En 1928, Rosenberg installe ses collections personnelles dans son appartement, rue de Longchamp, à Paris, et commande aux artistes qu'il a défendus des panneaux décoratifs.
Haut lieu de l'aventure de l'art moderne, la galerie de L'Effort moderne ferme définitivement en 1941, par suite des lois antisémites.

## Archives
- Fonds Léonce Rosenberg - Galerie de L'Effort moderne (1912-1947) [archives écrites et photographiques ; 49 boites].  Cote : LROS 1 - 49. Paris : Bibliothèque Kandinsky, Centre Pompidou (présentation en ligne).